# Metastelma cuneatum
Metastelma cuneatum là một loài thực vật có hoa trong họ La bố ma. Loài này được Brandegee mô tả khoa học đầu tiên năm 1905.